# Clonopsis algerica
Clonopsis algerica är en insektsart som först beskrevs av C. Pantel 1890.  Clonopsis algerica ingår i släktet Clonopsis och familjen Bacillidae. Inga underarter finns listade i Catalogue of Life.